# 嘛呢巴達喇
嘛呢巴达喇（？—1767年），清朝喀尔喀蒙古车臣汗，博尔济吉特氏。清朝蒙古王公。达延汗巴图蒙克后裔，车臣汗達瑪璘长子。
乾隆十六年（1751年），袭封车臣汗。乾隆十八年（1753年），授为盟长。乾隆二十一年（1756年），和托辉特部青衮咱卜叛乱，他与父亲率众坚守汛地，以功授奖。因病与同族郡王德木楚克共同办理旗务。乾隆二十二年（1757年），以功加一级。乾隆二十三年（1758年），入京朝觐，清高宗赐他为乾清门行走，赐三眼孔雀翎。乾隆二十六年（1761年），因为罗卜藏锡喇布冒充章嘉呼图克图之名沿边扰乱，他将其执送京师。乾隆三十年（1765年），清高宗命他为御前行走。